# 子門真人
子門 真人（しもん まさと、1944年1月4日 - ）は、日本の元歌手・元音楽プロデューサー。血液型はA型。本名：藤川 正治（）で、旧芸名・別名義：藤 浩一（）、谷 あきら（）など多数。東京都目黒区生まれ。玉川大学文学部英米文学科卒業。
代表曲に「およげ!たいやきくん」「レッツゴー!! ライダーキック」など子供番組・アニメ番組で多くのヒット曲を持つことから、水木一郎やささきいさおと並んでアニメソング御三家と称された。

## 来歴
1966年、藤 浩一の芸名で歌謡曲の歌手として日本グラモフォン（ポリドール・レコード＝現：ユニバーサル ミュージック ジャパン）からデビュー。デビュー曲「故郷の悲しき星/涙のギター」（両A面シングル）は1万枚を売り上げた。シングル盤5枚を出すが、ヒットに恵まれずに1年半後に引退する。1968年にフジ音楽出版（現：フジパシフィックミュージック）に入社。その後もスタジオヴォーカリストとして音楽活動自体は継続して行い、GSグループへの楽曲提供を行ったり、アルバイトとしてCMソングを歌っていた。
1971年、特撮テレビドラマ『仮面ライダー』の主題歌「レッツゴー!! ライダーキック」（朝日ソノラマ制作）を歌唱。同曲のEP盤は朝日ソノラマと日本コロムビアの競作となり、番組の爆発的な人気とともに130万枚を超える大ヒットとなった。これを皮切りに子門は幾多のアニメソング・特撮ソングを歌い上げることになる。これらテーマソングは次々とヒットした。
1972年に円谷音楽出版に移籍（歌手ではなく社員雇用）。楽曲管理の総責任者を務めるかたわら、『レッドマン』『トリプルファイター』『ジャンボーグA』『ファイヤーマン』など、円谷プロダクション制作の特撮テレビドラマ主題歌を多数手がける。
1975年、『ひらけ!ポンキッキ』内で発表された「およげ!たいやきくん」が大ヒット。オリコンチャートで史上初のシングルチャート初登場1位、11週連続1位を記録。翌1976年には第9回全日本有線放送大賞特別賞、第5回FNS歌謡祭最優秀ヒット賞を受賞し、子門の代表曲となった（詳細は「およげ!たいやきくん」の記事を参照）。これを機にテレビ番組に頻繁に露出するようになり、この頃のアフロヘアーと眼鏡という出で立ちが世間に印象付けられる。続けて発売された「ホネホネロック」も大ヒット。
1980年、西友ストアー主催のミュージカルである西友ファミリー劇場の『翔べイカロスの翼』に主演し、これが縁となり1982年、SPN（現：I&S BBDO）に課長待遇で入社し芸能界を一時引退する。SPNでは西友ファミリー劇場のミュージカルのプロデュースを担当した。1986年に退職。退職理由は部長（管理職）に就任することで制作現場から遠ざかることを懸念したこと、ミュージカル制作に挑戦する意向があったことによる。同年芸能界に復帰し、1987年に再びフリーの歌手に転向。同年『ひらけ!ポンキッキ』の「動く図鑑コーナー」の挿入歌「はたらくくるま2」が話題になる。相前後して、テレビアニメ『マシンロボ クロノスの大逆襲』主題歌「勝利のマシンロボ」で、久しぶりにアニメソングを収録。
1990年代には『Aランクサンダー 誕生編』『究極戦隊ダダンダーン』などのゲーム主題歌や、ラジオ番組『青春ラジメニア』のテーマソングを手掛け、1989年10月10日「第2回青春ラジメニアファンの集いin堺」、1991年3月27日「青春ラジメニアファンの集い」、1992年3月26日「青春ラジメニアファンの集い」の公開収録の場でアニメソングを披露している。1993年頃に再び芸能界を引退したとされている。
1997年から2003年にかけて、ベストアルバム『子門真人ヴォーカルコンピレーション』シリーズがリリース。当初は日本コロムビアとバップの2社による合同企画であったが、後にポニーキャニオンとソニー・ミュージックエンタテインメントが参加し、4社から計8枚のアルバムがリリースされた。複数の会社にまたがって発売されたものの、ジャケットのデザインは（色が違うだけで）統一されている。なお、第1弾である<赤盤>と<青盤>の名称はビートルズのベストアルバムの通称に由来する。
また上記シリーズとは別に、ベストアルバムとして2010年にポニーキャニオンより『子門真人 ベスト・コレクション』が、2015年に日本コロムビアより『ベスト・オブ・ベスト 子門真人』がリリースされている。
引退後の1995年に日本テレビ系のバラエティ番組『あの人は今!?』で出演依頼を受けるが、本人の意思により撮影拒否。番組では全てモザイク処理されており、子門の姿や肉声は放送されなかった。以後は公式にはマスメディアへの露出を一切していない。2019年10月、TBS系『歌のゴールデンヒット』で紹介された際は居所がつかめず、司会の堺正章が「もしも子門さんがこの番組をご覧になっていたら、是非スタッフのほうにご連絡を頂ければ」と呼び掛けたものの、音信不通で、最終的には紙面を通じた捜査を依頼している。
文藝春秋2025年1月号「特集 昭和100年の100人 高度成長とバブル編」の一人として子門が取り上げられた。本人への取材はないが「およげ!たいやきくん」ディレクターの小島豊美が当時のエピソードを紹介。知人からの噂として「子門は（2024年現在）存命で、軽井沢にいるらしい」という話を紹介している。
2007年には妻の実家が営む会社の破産整理のため、子門が夫妻で一時東京の上野に居住していた。
また週刊新潮では、2025年5月号で「およげ!たいやきくん」の作詞をした高田ひろおが子門とのエピソードを紹介。その中では、「40年近く前に会ったのが最後」「年賀状が宛先不明で戻り、消息が分からなくなった」『フジテレビの「ポンキッキ」の担当者に子門の消息を尋ねたが、「もう人前で歌う気はないので、僕の居場所は教えないで下さい」』と言われたという話を紹介した。

## 人物・エピソード
- 3人兄弟の末っ子で兄と姉がいる[13]。
- 幼少時は引っ込み思案な性格であり、それを心配した母の勧めにより児童劇団「チャイム」に所属していた[7]。その際に劇団へ講師として訪れた菊池俊輔と対面している。後年再会した際に、子門は対面していたことを覚えていたが、菊池は失念していた[7]。
- 高校2年生のとき、クラシックの声楽を学ぶ[13]が、当時はサラリーマンを目指しており、歌手になるつもりはなかった[13]。大学4年生のとき、忘年会でフォークソングを歌い、友人の勧めで歌手に興味を持ち始める[13]。
- 熱心な日本聖公会のクリスチャンであり、芸名の「子門（シモン）」も聖書に由来するとされ[25]、自身の洗礼名から名付けたという説もある[20][6]。彼がクリスチャンになったのは玉川大学在学時代である[13]。
- 芸名の「真人」は中学生時代の友人の名前から拝借したものである[13]。
- アマチュア無線家でもある。自身が肝臓を傷め入院していた時期にアマチュア無線の免許を取得した[13]。1978年発行の『アマチュア無線運用マニュアル』（電波新聞社）の表紙を大橋照子と共に飾っている[26]。コールサインはJI1KLK（1970年代時点）[13][26]。
- 子門自身は歌手活動を副業と位置づけており、特定のレコード会社と専属契約を結ばなかった[6]。そのため作品は多数のレコード会社にまたがっており[6]、子門の活動には以下のような特徴がみられる。
  - 上記の事情から楽曲の版権元も分散しており、「子門真人 ヴォーカル・コンピレーション」シリーズ発売以前ではベストアルバムの編集などが困難となっていた[27]。
  - 「子門真人」という名前の他にも様々な変名を用いて楽曲を発売しており、同じ歌をレコード会社によって「子門真人」「谷あきら」で歌い分けたこともある。別名義には藤浩一（デビュー当時の芸名）、谷あきら（主に円谷音楽出版在籍時に使用した芸名[27]）、大安蓮、布川富美雄、司馬拳、ピーター・サイモン、サタンタなどがある。また、「椿もとみ」のペンネームでGSグループへの楽曲提供をしていた時期もある。
  - 同時期に複数のレコード会社で活動することもあり、オリジナル音源の販売権を持たないレコード会社が独自にカバー音源を制作する際、子門を起用することがあった。中には子門自身がオリジナル版も歌っている例（「ガッチャマンの歌」「アイアンキング」「ジャンボーグA」など）や、同じ歌を複数のレコード会社でカバーした例もある。特に『ウルトラマンレオ』の主題歌は日本コロムビア、キャニオン・レコード（現：ポニーキャニオン）、CBS・ソニー、ビクター音楽産業（現：ビクターエンタテインメント）の4社でカバーしている。
- 子門が主題歌を歌唱した『恐竜探険隊ボーンフリー』の登場人物「権田明」（初期案では「権田三郎」）は、子門が声優を務めることを前提に書き起こされたキャラクターであり[28]、子門自身がモデルとなっている[29]。
- 『仮面ライダー』などで造形を担当したエキスプロダクション・レインボー造型企画の小松義人は小学校の同級生である[30]。

### 楽曲に関するエピソード
- 代表曲「レッツゴー!! ライダーキック」は、1曲2万5,000円のアルバイトで歌唱[17]したものであり、子門はCMソングの収録だと思って参加していた[5]。同曲は事前に主演の藤岡弘によって収録されていたが、日本コロムビアのディレクターであった木村英俊の判断により子門の歌唱でも録音された[31]。放映では当初藤岡弘が収録したテイクが使用されており、自分の歌が流れることを期待して放送を見た子門はしばらく呆然とし[27]、ひどく落胆したという[5][6][3][注釈 2]。のちに藤岡が撮影中の事故で番組を一時降板したため、それに伴い主題歌も子門が歌唱したテイクに変更されたが[注釈 3]、子門は友人からの指摘で変更を知ったという[5][3]。
- 『勇者ライディーン』主題歌「勇者ライディーン」の収録直後、喫茶店でコーヒーを注文しようとした子門が思わず「ライディーン!」と叫んでしまったという逸話がある[32]。また、同作の挿入歌「海よ」は、後年子門自身がアニメ雑誌にて「一番気に入っている（楽曲）」と述懐している[28]。
- 「およげ!たいやきくん」は当初生田敬太郎が歌唱したものが放送されていたが、後に子門の歌唱するものに変更された。なお、同曲も1曲5万円のアルバイトで歌ったものであり、子門自身この曲がメガヒットになるとは思わなかったため、レコード会社から「歩合と買取どちらが良いか」聞かれた際に軽い気持ちで「買取で」と答えている。なお同曲のヒットにより、後に100万円と白いギターをもらったとされる[33]。
- 『青春ラジメニア』の主題歌「青春ラジメニアの歌」の歌詞は、リスナーから応募された歌詞の中から子門自身がピックアップしたものである[34]。
- 『Aランクサンダー 誕生編』の主題歌「Aランクサンダーの歌」は、当初ヒデ夕樹の起用が検討されていたもののヒデへのオファーが難航し、子門が起用されることとなった[35]。また、実際のゲームソフトには収録されなかったもののレコーディング自体はフルサイズでされていたとのこと[36]。

## 代表曲

### テレビアニメ
- ガッチャマンの歌（『科学忍者隊ガッチャマン』初代エンディング・二代目オープニング主題歌）
- ゼロテスター（『ゼロテスター』オープニング主題歌）
- 王者!侍ジャイアンツ （『侍ジャイアンツ』オープニング主題歌（第25話のみ））
- 空手バカ一代（『空手バカ一代』オープニング主題歌） - 「大安蓮（ヒロ・アレン）」名義
- 柔道讃歌（『柔道讃歌』オープニング主題歌）
- 勇者ライディーン（『勇者ライディーン』オープニング主題歌）
- 行こうよ洸（『勇者ライディーン』挿入歌）
- 戦え!ライディーン（『勇者ライディーン』挿入歌）
- 神と悪魔（『勇者ライディーン』挿入歌）
- 海よ（『勇者ライディーン』挿入歌）
- 飛べ!ゴッドバード（『勇者ライディーン』挿入歌）
- おれは洸だ（『勇者ライディーン』エンディング主題歌）
- UFO戦士ダイアポロン（『UFO戦士ダイアポロン』オープニング主題歌）
- UFO少年団（『UFO戦士ダイアポロン』エンディング主題歌）
- 今日もピカピカ（『まんがことわざ事典』オープニング主題歌）
- 四季の手紙（『まんがことわざ事典』エンディング主題歌）
- 翔べ! プラズマX（『パタリロ!』挿入歌） - 「サタンタ」名義
- 勝利のマシンロボ（『マシンロボ クロノスの大逆襲』二代目オープニング主題歌）
- 戦え! バイカンフー（『マシンロボ クロノスの大逆襲』挿入歌）
- KILL THE FIGHT（『北斗の拳2』挿入歌） - 「大安蓮」名義で作曲も担当
- WIND & RAIN（『北斗の拳2』挿入歌） - 「大安蓮」名義で作曲も担当
- ムサシ!BUGEI伝!!（『からくり剣豪伝ムサシロード』オープニング主題歌）

### OVA
- 魔獣戦士ルナ・ヴァルガー（『魔獣戦士ルナ・ヴァルガー』オープニング主題歌）

### 特撮テレビドラマ
- THE THEME SONG OF "ULTRA-7"（『ウルトラセブン』ハワイ版主題歌）
- ULTRA-7（『ウルトラセブン』ハワイ版挿入歌）
- レッツゴー!! ライダーキック（『仮面ライダー』二代目オープニング主題歌・『10号誕生!仮面ライダー全員集合!!』エンディング主題歌） - 「藤浩一」名義
- 仮面ライダーのうた（『仮面ライダー』初代エンディング主題歌）
- ライダーアクション（『仮面ライダー』二代目エンディング・三代目オープニング主題歌）
- ロンリー仮面ライダー（『仮面ライダー』三代目エンディング主題歌）
- たたかえ!サイクロン（『仮面ライダー』挿入歌）
- かえってくるライダー（『仮面ライダー』挿入歌）
- ライオン丸のバラードロック（『快傑ライオン丸』挿入歌）
- レッドマン（『レッドマン』オープニング主題歌）
- 夕陽のレッドマン（『レッドマン』イメージソング）
- トリプルファイターの歌（『トリプルファイター』オープニング主題歌） - 「谷あきら」名義
- トリプルファイターの誓い（『トリプルファイター』挿入歌） - 「谷あきら」名義
- キカイダーは行く（『人造人間キカイダー』挿入歌）
- 誰かがうしろで（『人造人間キカイダー』挿入歌）
- どこへ行くのか（『人造人間キカイダー』挿入歌）
- キカイダー子守歌（『人造人間キカイダー』挿入歌）
- キカイダー数え歌（『人造人間キカイダー』挿入歌）
- 悪魔が今日も笛をふく（『人造人間キカイダー』挿入歌）
- アイアンキング（『アイアンキング』オープニング主題歌）
- ひとり旅（『アイアンキング』エンディング主題歌）
- ジャンボーグA（『ジャンボーグA』オープニング主題歌） - 「谷あきら」名義
- 戦え!ジャンボーグ9（『ジャンボーグA』挿入歌） - 「谷あきら」名義
- 輝け!P.A.T（『ジャンボーグA』挿入歌） - 「谷あきら」名義
- ファイヤーマン（『ファイヤーマン』オープニング主題歌）
- はるかな青い地底に（『ファイヤーマン』挿入歌）
- 炎のようにもえろ（『ファイヤーマン』挿入歌）
- 走れハリケーン（『仮面ライダーV3』二代目エンディング主題歌）
- 仮面ライダー讃歌（『仮面ライダーV3』挿入歌）
- V3アクション（『仮面ライダーV3』挿入歌）
- 流星人間ゾーン（『流星人間ゾーン』オープニング主題歌）
- 流星ビクトリー（『流星人間ゾーン』エンディング主題歌）
- キカイダー01（『キカイダー01』オープニング主題歌）
- 01ロック（『キカイダー01』エンディング主題歌）
- 戦えイナズマン（『イナズマン』オープニング主題歌）
- 突撃仮面ライダーX（『仮面ライダーX』挿入歌）
- ライダー賛歌（『仮面ライダーX』挿入歌）
- 戦え!電人ザボーガー（『電人ザボーガー』オープニング主題歌） - 2011年の映画『電人ザボーガー』では挿入歌として使用
- おれの兄弟電人ザボーガー（『電人ザボーガー』エンディング主題歌） - 2011年の映画『電人ザボーガー』では挿入歌として使用
- アマゾンライダーここにあり（『仮面ライダーアマゾン』オープニング主題歌）
- アマゾンダダダ!!（『仮面ライダーアマゾン』エンディング主題歌）
- アマゾンライダーアクション（『仮面ライダーアマゾン』挿入歌）
- その名はアマゾン（『仮面ライダーアマゾン』挿入歌）
- きょうもたたかうストロンガー（『仮面ライダーストロンガー』初代エンディング主題歌）
- 見よ!仮面ライダーストロンガー（『仮面ライダーストロンガー』イメージソング）
- 行け!ボーンフリー（『恐竜探険隊ボーンフリー』オープニング主題歌）
- 恐竜よいつまでも（『恐竜探険隊ボーンフリー』エンディング主題歌）
- カモン!アステカイザー（『プロレスの星 アステカイザー』オープニング主題歌）
- ファイト!アステカイザー（『プロレスの星 アステカイザー』エンディング主題歌）
- 猿の軍団（『SFドラマ 猿の軍団』オープニング主題歌）

### テレビドラマ
- 剣道仲間（『剣道一本!』エンディング主題歌）
- 闘え! ドラゴン（『闘え!ドラゴン』主題歌）
- いつになれば（『たぬき先生騒動記』オープニング主題歌） - 作詞・作曲も担当
- 絵の具箱（『たぬき先生騒動記』エンディング主題歌） - 作詞・作曲も担当
- NHK少年ドラマシリーズ「孤島の秘密」オープニング主題歌
- 「大草原の小さな家」主題歌 - オープニング・テーマ（インスト）に日本語の歌詞をつけたもの。オンエア当時、番組のエンディングで流れた。

### その他テレビ番組
- ガオー! はキングコングの合言葉（『おはよう!こどもショー』）
- キングコング・ダンス（『おはよう!こどもショー』）
- にが虫おじさん（1987年（シングルは1988年7月25日発売）、『みんなのうた』）キングレコード
- およげ!たいやきくん（1975年12月25日発売、『ひらけ!ポンキッキ』。キャニオン CX-102）
- 野菜畑の演奏会（1976年2月発売、『ひらけ!ポンキッキ』。LP『およげ!たいやきくん』（キャニオン　E-1025）収録）
- ホネホネ・ロック（1976年6月25日発売、『ひらけ!ポンキッキ』。キャニオン CX-105）
- がまがえるガマエル（1977年9月発売、『ひらけ!ポンキッキ』。キャニオン CX-110）
- そりゃないよ（1979年11月発売、『ひらけ!ポンキッキ』。キャニオン CX-119）
- はたらくくるま2（1987年1月発売、『ひらけ!ポンキッキ』。キャニオン 6G0087）
- ぼくは電車（1987年2月5日発売、『ひらけ!ポンキッキ』。「ぼくはでんしゃ」とも表記される。キャニオン 6G0088）
- こよみをめくってきしゃがゆく（1990年11月21日発売、『ひらけ!ポンキッキ』。アルバム『ひらけ!ポンキッキ 最新ベスト・コレクション』（ポニーキャニオン PCCG-102）収録）
- アメリカインディアンの教え（1991年11月21日発売、『ひらけ!ポンキッキ』。アルバム『ひらけ!ポンキッキ 最新ベストアルバム』（ポニーキャニオン PCCG-00157）収録。ウェスタン村の「インディアンシアター」のテーマソング）
- げんこつやまのたぬきさん（『ひらけ!ポンキッキ』）
- 「推理クイズ マゴベエ探偵団」主題歌（1976年、テレビ番組『推理クイズ マゴベエ探偵団』主題歌）
- 小さな出発（1973年、『あなたの世界旅行』テーマソング）

### 映画
- ゴジラのお嫁さん（リバイバル版『ゴジラ・エビラ・モスラ 南海の大決闘』イメージソング）[4]
- ロック・ロック・ゴジラ（リバイバル版『ゴジラ・エビラ・モスラ 南海の大決闘』イメージソング）[4]
- ゴジラとジェットジャガーでパンチ・パンチ・パンチ（『ゴジラ対メガロ』エンディング主題歌）[4]
- メガロをやっつけろ（『ゴジラ対メガロ』エンディング主題歌）[4]
- かえってくるライダー（『五人ライダー対キングダーク』エンディング主題歌）
- サーキットの狼（『サーキットの狼』テーマソング） - 作曲も担当
- スターウォーズのテーマ〜カンテナバンド〜（『スター・ウォーズ』日本版イメージソング）
  - 『スター・ウォーズ』のメインテーマをもとに有川正沙子による日本語の歌詞をつけたもの（厳密には『スター・ウォーズ』のテーマをミーコ（英語版）がディスコアレンジでカバーした「スターウォーズのテーマ〜カンティーナ・バンド」の再カバー）。
- ダイゴロウ対ゴリアス（『怪獣大奮戦 ダイゴロウ対ゴリアス』オープニング主題歌）
- ぼくのおじさん（『怪獣大奮戦ダイゴロウ対ゴリアス』エンディング主題歌）
- がんばれスイミー（『がんばれスイミー』）
- スイミーの子守唄〜マリンスノー〜（『がんばれスイミー』）
- ガスガスパンチ（『きいて下さい青い妖精の話』テーマソング） - 作詞・作曲も担当
  - 日本ガス協会の企画によるガス安全使用PR映画『きいて下さい青い妖精の話』（1978年制作）のテーマソング[37][38][39]。

### CMソング
- 「只今 少々 疲れ気味」（武田薬品工業）
- コイズミ学習机
- 「ジャポニカ学習帳」（ショウワノート）
- 「スバル・レックス」（富士重工業株式会社）
- 「トレビノ・ソング」（福助）
- 「ファンタ」（日本コカ・コーラ）
- 「ドレミ自転車」（ブリヂストンサイクル工業株式会社）
- 「走れ!自転車」（松戸競輪場）
- 「モノポリー」（エポック社）
- 明治チョコスナック 冒険号
- 「野球盤シリーズ」（エポック社）
- 「ライオンチャーミー」（ライオン）

### その他
- 「僕らの憧れライオンズ」（1975年、太平洋クラブライオンズ球団応援歌）
- 「ガッツフリスビー」（1976年、フリスビーキャンペーンソング）[40]
- 「跳べ! そして熱くなれ」（1978年、日本バレーボール協会推薦曲）
- 「アブラハムの子」（1979年）
- 「まんぱく音頭」（1981年、『マンガ博覧会'81』イメージソング） - 手塚治虫、赤塚不二夫、石ノ森章太郎、松本零士、池田理代子、ちばてつや、馬場のぼる、小島功らが「まんぱく合唱団」としてコーラスに参加。
- 「少年剣道の歌」「少年柔道の歌」（1982年）
- 「青春ラジメニアの歌」（1992年、ラジオ番組『青春ラジメニア』主題歌）
- 「ホークスタウン物語」（1993年、「ホークスタウン」イメージソング）
- 「Aランクサンダーの歌」（1993年、メガCD用ゲームソフト『Aランクサンダー 誕生編』主題歌）
- 「闘え!ダダンダーン」（1993年（CD発売は1994年）、アーケードゲーム『究極戦隊ダダンダーン』主題歌）

## 作品

### シングル
- 故郷の悲しき星[注釈 4] / 涙のギター（1966年5月） - 「藤浩一」名義
- 黄色いレモン[注釈 5] / 涙のナイトトレイン（1966年8月） - 「藤浩一」名義
- ハートで歌おう / 悲しみの翼（1966年） - 「藤浩一」名義
- 愛の叫び / ギターよおまえに（1967年3月） - 「藤浩一」名義
- 夢はバラ色 / 風はあなたのたより（1967年11月） - 「藤浩一」名義
- ミスター・ドライバー / 心のアルバム（1976年7月、トリオレコード、3B-136）
- ヒット・パレード・ジャングル / ぼくのルーツ（1977年）

### アルバム
※オムニバス盤は除外
- 歌え!ハッピッピー（1976年、佼成出版社）
- 子門真人 テレビ主題歌を歌う（1976年、日本コロムビア）
- 子門真人のキングコング（1977年、東宝レコード）
- こどもにおくるメルヘンの世界 子門真人うたう絵本（1977年、東芝EMI）
- 子門真人がうたう「ひらけ!ポンキッキ」ベストアルバム（1987年、ポニーキャニオン）
- 「子門真人ヴォーカル・コンピレーション」シリーズ（1997年-2003年）
  - 子門真人ヴォーカル・コンピレーション SONGS FOR HEROES<青盤>（1997年11月1日、日本コロムビア）
  - 子門真人ヴォーカル・コンピレーション SONGS FOR HEROES<赤盤>（1997年11月1日、バップ）[注釈 6]
  - 子門真人ヴォーカル・コンピレーション SONGS FOR HEROES<桃盤>（1998年12月19日、日本コロムビア）
  - 子門真人ヴォーカル・コンピレーション SONGS FOR HEROES<緑盤>（1998年12月21日、バップ）[注釈 6]
  - 子門真人ヴォーカル・コンピレーション ひらけ!ポンキッキ・コレクション（2003年2月19日、ポニーキャニオン）
  - 子門真人ヴォーカル・コンピレーション COVER & RARE COLLECTION（2003年2月19日、ポニーキャニオン）
  - 子門真人ヴォーカル・コンピレーション COVER & MORE COLLECTION（2003年2月19日、ソニー・ミュージックエンタテインメント）
  - 子門真人ヴォーカル・コンピレーション TV SIZE COLLECTION（2003年2月21日、日本コロムビア）
- 子門真人 ベスト・コレクション（2010年3月15日、ポニーキャニオン）
- ベスト・オブ・ベスト 子門真人[41]（2015年4月1日、日本コロムビア、COCX-39016）

### 楽曲提供
- ザ・ライオンズ
  - 「絵の中の恋人（TELL ME）」（1969年、作詞・作曲） - 「椿もとみ」名義
  - 「恋の十字路（I WOULD CRY）」（1969年、作曲） - 「椿もとみ」名義
- ファイヴ・キャンドルズ「愛をあげよう（Non Non Non）」（1969年、作詞・作曲） - 「椿もとみ」名義
- ザ・タックスマン「チュー・チュー・ラヴ（Choo Choo Love）」（1969年、作詞・作曲） - 「椿もとみ」名義
- 中山恵美子
  - 「白い波をのこして」（1972年、作曲） - 「藤ひろかず」名義
  - 「しばらくは涙」（1977年、作詞作曲）
  - 「ラッキーリップス」（1977年、作曲）
- 高橋キヨシ「思い出は泪と共に」（1972年、作詞作曲）
- 朝倉理恵「ひとりの部屋」（1973年、作曲）
- 朝霧マチ（葛城ユキ）「小さな出発」（1976年、作曲）
- 山本リンダ「お友達」（1976年、作曲）
- ピコ（ポップコーン）「思い出は涙と共に」（1977年、作詩作曲）
- 大橋照子「たんぽぽ色の飛行船」（1978年、作曲）
- 水森亜土「アレアレアラレちゃん」（1981年、作曲、『Dr.スランプ アラレちゃん』初代エンディングテーマ） - 「サタンタ」名義
- 「はたけにおやさい」（作曲） - 日本キリスト教団讃美歌委員会「こどもさんびか」

## 出演

### 音楽番組
- 夜のヒットスタジオ（フジテレビ）
- FNS歌謡祭（1976年12月21日、フジテレビ） - 最優秀ヒット賞受賞
- 子門真人のおしゃべりジョッキー（1976年、フジテレビ）
- コッキーポップ（日本テレビ）

### テレビドラマ
- ダイヤル110番 第170話 「危険なマスコット」（1960年12月13日、日本テレビ・よみうりテレビ）
- ジャンボーグA 第3 - 25話（1973年1月31日 - 7月4日、NET） - ジャンボーグAの声 ※ノンクレジット[42]
- 仮面ライダーアマゾン（1974年10月19日 - 1975年3月29日、毎日放送・NET） - 仮面ライダーアマゾンの変身効果音声[注釈 7]
- SFドラマ 猿の軍団 第7話「猿の歌は愛の歌」（1974年11月17日、TBS） - ギター演奏[43]
- たぬき先生奮戦記 第22話「たいやき君登場に二郎先生ビックリ!!」（1976年3月1日、フジテレビ） - ゲスト
- たぬき先生騒動記（1976年4月5日 - 9月27日、フジテレビ） - 喫茶店「四季」マスター 役
- 心はロンリー気持ちは「…」III（1986年2月21日、フジテレビ）

### その他テレビ
- 「子門といっしょに」（1979年3月3日、日本テレビ）

### 映画
- アニー（1982年） - バート・フィーリー〈ピーター・マーシャル〉 役

### ミュージカル・オペラ
- 第4回東京オペラ・プロデュース公演「ふしぎなお芝居」（1976年9月、東京聖三一教会[44]）- 楽士担当[45]
- 第8回西友ファミリー劇場[注釈 8] 「翔べイカロスの翼 ぼくのピエロ」（1980年、神奈川県民ホール[46]） - 主演・栗原徹 役
- 西友ミュージカルVol1[注釈 9]「オズの魔法使い」（1983年、神奈川県民ホールなど） - マンチキン人 役
- 杉並児童合唱団第21回定期演奏会 杉並ミュージカル「ゲッタウェイ」（1985年9月22日、新宿文化センター大ホール） - 警部の声 役[47]
- ミュージカル「インディアン酋長 ビッグ・サン」（1988年5月、パルテノン多摩）- プロデューサー兼任[注釈 10]。

### ラジオ
- 第二回ラジオ・チャリティー・ミュージックソン（1976年、ニッポン放送） - ゲスト出演
- 子門と照子のQSOジョッキー（1977年 - 1979年、日本短波放送） - メインパーソナリティー
- 子門真人のチャレンジ放送局（1980年ごろ、日本短波放送） - メインパーソナリティー
- 青春ラジメニア（ラジオ関西）

### CM
- カバヤ食品「エフワンガム」